# Исакова, Виктория Евгеньевна
Викто́рия Евге́ньевна Иса́кова (род. 12 октября 1976, Хасавюрт, Дагестанская АССР) — российская актриса театра и кино, продюсер. Заслуженная артистка России (2019), премий «Чайка», «Триумф», «Золотой орёл» и «Хрустальная Турандот».

## Биография
Родилась 12 октября 1976 года в городе Хасавюрте Дагестанской АССР. В 13 лет Виктория с семьёй переехала в Москву.
По окончании школы поступила в Российскую академию театрального искусства, а после года учёбы перевелась в Школу-студию МХАТ на курс Олега Ефремова, которую окончила в 1999 году.
С 1999 по 2001 год работала во МХАТе имени А. П. Чехова, где играла роли Нины Заречной в спектакле «Чайка» по пьесе Антона Чехова и Мавки в спектакле «Лесная песня» по пьесе Леси Украинки.
В 2001 году была принята в труппу Московского драматического театра имени А. С. Пушкина. За роль Панночки в спектакле «Вий» удостоилась в 2003 году театральной премии «Чайка».
Экранный дебют состоялся в 1998 году, когда она появилась в эпизодической роли в телесериале «Чехов и Ко». Ещё одна эпизодическая роль была сыграна в 2000 году в сериале «Империя под ударом». С 2002 года снимается в кино регулярно.
В 2005 году Исакова исполнила свою первую главную роль в кино в совместном российско-украинском проекте «Целуют всегда не тех». Известность пришла к ней в 2006 году после ролей в боевике «Охота на пиранью» и в драме «Требуется няня».
В 2006 году за роль Киры по прозвищу Зебра в фильме Юрия Мороза «Точка» получила приз в номинации «Лучшая актриса года» на Чикагском международном кинофестивале.

## Семья
Отец — Евгений Герцельевич Исаков (род. 1946), по национальности — горский еврей — поэт, бывший администратор футбольного клуба «Анжи» и бывший генеральный директор клуба «Видное». 
Муж (с 2003 по 2025) — Юрий Павлович Мороз (1956—2025), кинорежиссёр, актёр и продюсер. 
- Дочь — Марина, умерла в 2003 году в возрасте 3 месяцев[7].
- Дочь — Варвара Мороз (род. 4 ноября 2015).
- Падчерица — Дарья Мороз (род. 1983), актриса театра и кино, кинорежиссёр, заслуженная артистка России (2018)

## Творчество

### Фильмография

#### Роли в кино
| Год  |    | Название                            | Роль                                                                                     |
| ---- | -- | ----------------------------------- | ---------------------------------------------------------------------------------------- |
| 1998 | тф | Чехов и Ко                          | пансионерка                                                                              |
| 2000 | тф | Империя под ударом                  | эпизод                                                                                   |
| 2002 | с  | Дневник убийцы                      | Роза, комиссар                                                                           |
| 2002 | с  | Каменская 2                         | Катя / Эсмеральда                                                                        |
| 2003 | с  | Сыщики 2                            | Майя                                                                                     |
| 2003 | с  | Женщины в игре без правил           | Тоня                                                                                     |
| 2004 | ф  | Союз без секса                      | Лена                                                                                     |
| 2005 | ф  | Целуют всегда не тех                | Лара                                                                                     |
| 2005 | с  | Бухта Филиппа                       | Ия Александровна Фишер, вторая жена Поплавского                                          |
| 2006 | ф  | Требуется няня                      | Вера                                                                                     |
| 2006 | ф  | Охота на пиранью                    | Синильга                                                                                 |
| 2006 | с  | Доктор Живаго                       | Маринка                                                                                  |
| 2006 | ф  | Точка                               | Зебра                                                                                    |
| 2006 | ф  | Остров                              | Настя                                                                                    |
| 2007 | с  | Частный заказ                       | Мария Невзорова                                                                          |
| 2007 | ф  | Ветка сирени                        | Анна Лодыженская                                                                         |
| 2007 | ф  | Посторонний                         | Татьяна                                                                                  |
| 2007 | ф  | Пуговица                            | Елизавета Тенецкая                                                                       |
| 2008 | с  | Братья Карамазовы                   | Катерина Ивановна                                                                        |
| 2008 | ф  | Трудно быть мачо                    | Юлия Владимировна, продавщица                                                            |
| 2008 | тф | Пелагия и белый бульдог             | Наина Георгиевна Телианова, внучка Татищевой                                             |
| 2008 | ф  | Посредник                           | Лилия                                                                                    |
| 2009 | ф  | Снежный человек                     | Даша Шелестова, журналистка                                                              |
| 2009 | ф  | Блудные дети                        | Галина Морозова                                                                          |
| 2009 | ф  | Осенние цветы                       | Эдит Береш в молодости                                                                   |
| 2010 | с  | Башня                               | Эва (Настя)                                                                              |
| 2010 | ф  | Крыса                               | Анна Щербакова                                                                           |
| 2010 | ф  | Диагноз: Любовь                     | Анастасия Борисовна Вихрева, владелица косметологической клиники                         |
| 2010 | ф  | Улыбнись, когда плачут звёзды       | Анна Светлова, хирург                                                                    |
| 2010 | ф  | Южный календарь                     | Вика                                                                                     |
| 2010 | ф  | Солнцекруг                          | Анна Кутайцева                                                                           |
| 2012 | с  | Ящик Пандоры                        | Вера                                                                                     |
| 2012 | с  | Любовь с оружием                    | Люба Клёнская                                                                            |
| 2012 | ф  | Праздник взаперти                   | Вера Сорокина                                                                            |
| 2013 | ф  | Зеркала                             | Марина Цветаева                                                                          |
| 2013 | с  | Пётр Лещенко. Всё, что было...      | Екатерина Завьялова                                                                      |
| 2013 | с  | Оттепель                            | Инга Витальевна Хрусталёва, актриса                                                      |
| 2013 | с  | Убить дважды                        | Мария Владимировна Данилова, жена Игоря Данилова, мать Олеси                             |
| 2014 | с  | Инквизитор                          | Наталья Павловна Серебрянская, частный детектив                                          |
| 2014 | ф  | Зелёная карета                      | Вера Раевская                                                                            |
| 2015 | с  | Родина                              | эксперт-аналитик контртеррористического центра ФСБ Анна Зимина (прототип: Кэрри Мэтисон) |
| 2016 | ф  | Ученик                              | Елена Львовна Краснова, учительница биологии                                             |
| 2016 | с  | Квартет                             | Линькова                                                                                 |
| 2016 | с  | Мата Хари                           | графиня Лидия Киреевская                                                                 |
| 2016 | ф  | Сдаётся дом со всеми неудобствами   | Соня                                                                                     |
| 2016 | с  | Пьяная фирма                        | Мальвина Витальевна Иванова                                                              |
| 2017 | с  | Вы все меня бесите!                 | Диана, главред городского журнала NOWADAYS                                               |
| 2017 | ф  | Анна Каренина                       | Долли (Дарья Александровна) Облонская, жена Стивы Облонского                             |
| 2017 | с  | По ту сторону смерти                | Анна Даниловна Покровская                                                                |
| 2017 | с  | Оптимисты                           | Катрин                                                                                   |
| 2017 | ф  | Про любовь. Только для взрослых     | Нина                                                                                     |
| 2017 | ф  | Жги!                                | Маша Стар, осуждённая, бывшая оперная певица                                             |
| 2017 | ф  | Мифы                                | жена Денисевича                                                                          |
| 2017 | с  | Зорге                               | Гельма Отт, жена посла                                                                   |
| 2017 | с  | Демон революции                     | Инесса Арманд                                                                            |
| 2017 | с  | Частица вселенной                   | Надежда Каманина, жена космонавта Андрея Каманина                                        |
| 2018 | ф  | Русский Бес                         | Полина Викторовна                                                                        |
| 2018 | ф  | Один вдох                           | Марина Гордеева                                                                          |
| 2018 | с  | Операция «Сатана»                   | Ольга Кускова, лаборантка КБ «Север»                                                     |
| 2019 | ф  | Скажи правду                        | Ксения Давыдова, ректор института                                                        |
| 2018 | с  | Эпидемия                            | Аня                                                                                      |
| 2020 | с  | Надежда                             | Надежда                                                                                  |
| 2019 | ф  | Трое                                | Злата Ямпольская                                                                         |
| 2020 | с  | Нежность                            | Елена Ивановна Подберезкина                                                              |
| 2020 | ф  | Человек из Подольска                | Марина                                                                                   |
| 2021 | ф  | Кто-нибудь видел мою девчонку?      | Кира                                                                                     |
| 2021 | с  | Вертинский                          | Марлен Дитрих                                                                            |
| 2021 | с  | Заключение                          | Вера Андреевна Елагина                                                                   |
| 2022 | с  | Никто не узнает                     | Ника                                                                                     |
| 2022 | ф  | Лунатики                            | Рената                                                                                   |
| 2022 | с  | Нина                                | Нина Ершова                                                                              |
| 2022 | ф  | Тибра                               | Яна Шурупова                                                                             |
| 2022 | ф  | Происшествие в стране Мульти-Пульти | Заяц                                                                                     |
| 2022 | с  | 13 Клиническая                      | Ирина Львовна Веренич, завотделением хирургии                                            |
| 2023 | ф  | Детка                               | Лена                                                                                     |
| 2024 | ф  | Сто лет тому вперёд                 | Кира Селезнёва / Маргарита Степановна (мать Алисы)                                       |
| 2024 | ф  | Особенности национальной больницы   | Римма Георгиевна, Мымра, заведующая неврологическим отделением                           |
| 2024 | с  | Витязи                              | Имя персонажа не указано                                                                 |
| 2024 | с  | Чистые                              | матушка (Анна Константиновна Чубинова)                                                   |
| 2024 | с  | Я дождусь                           | Имя персонажа не указано                                                                 |
| 2024 | с  | Радар                               | Имя персонажа не указано                                                                 |
| 2024 | с  | Дети перемен                        | Флора                                                                                    |
| 2025 | с  | Циники                              | Валерия Шамина, директор школы отношений «Эгоисты»                                       |
| 2026 | ф  | Буратино                            | лиса Алиса, уличная мошенница, притворяется хромой                                       |

#### Дубляж
- 2010 — Алиса в Стране чудес — Белая Королева (Энн Хэтэуэй)
- 2017 — Колесо чудес — Джинни (Кейт Уинслет)[9]
- 2020 — Мир безмятежности (документальный сериал) — голос за кадром в серии «Повесть о лошадях»[10]

#### Продюсер
- 2022 — Лунатики[11]

### Театральные работы
Московский драматический театр имени А. С. Пушкина
- 2000 — «Зовите Печориным» — Вера
- 2001 — «Леди на день» — Луиза
- 2001 — «Бесприданница» — Лариса
- 2002 — «Откровенные полароидные снимки» — Надя
- 2003 — «Вий» — Панночка
- 2004 — «Сон в шалую ночь» — Титания
- 2005 — «Поздравляю с будним днём!» — Аннет
- 2008 — «Саранча»[12] — Надежда
- 2011 — «Много шума из ничего»[13] — Беатриче
- 2012 — «Отражения, или Истинное»[14] — Анни
- 2012 — «Великая магия»[15] — Марта ди Спелта
- 2014 — «Женитьба Фигаро» — Графиня
- 2015 — «Вишнёвый сад» — Раневская
- 2020 — «Ложные признания» — Араминта
- 2021 — «Костик» — Аркадина
- 2023 — «Космос» — Татьяна Викторовна Гизатуллина
- 2024 — «Плохие хорошие» — Миссис Эрлин

МХАТ имени А. П. Чехова
- 2000 — «Чайка» — Нина Заречная
- 2000 — «Лесная песня» — Мавка
- 2017 — «Светлый путь. 19.17» — Вера

Другой Театр
- 2010 — «Ближе» (англ. «Closer») (по одноимённой пьесе Патрика Марбера; режиссёр — Владимир Агеев)[16]

Центр драматургии и режиссуры п/р А. Казанцева и М. Рощина
- 2005 — «Галка Моталко» — Света Комета, чемпионка

Гоголь-центр
- 2013 — «Братья» (ремейк фильма Лукино Висконти «Рокко и его братья», реж. Алексей Мизгирёв) — Надя
- 2014 — «(М)ученик» (Мариус фон Майенбург) — Елена Львовна Краснова (учитель биологии)
- 2017 — «Маленькие трагедии» (по мотивам одноимённого произведения А. С. Пушкина, реж. Кирилл Серебренников) — Лаура, Дона Анна-1, медсестра

Прочие
- «Бабье царство» (реж. Алла Покровская)
- «Дневники военнопленного Воропаева» (реж. Марина Брусникина)
- «Цыганы» (реж. Марина Брусникина)
- «Э’Федра» Живиле Монтвилайте в саду «Эрмитаж» — Федра
- «Борис» в Музее Москвы (реж. Дмитрий Крымов) — Марина Мнишек
- «Наедине» (реж. Никита Кобелев) — Анаис
- «Острые предметы» (реж. Игорь Теплов) — Художница
- «Мёртвые души» в театральном объединении «Озеро» (на площадке пространства «Внутри») (реж. Владимир Комаров) — Плюшкина

### Музыкальные клипы
- 2014 — «Свободный полёт» (Валерий Меладзе)
- 2014 — «Мой брат» (Валерий Меладзе, Константин Меладзе)[17]
- 2014 — «Надя» (Дельфин)
- 2018 — «Чёрное солнце» (Би-2)
- 2019 — «Простая жизни суть» (Сергей Шнуров)

## Награды и номинации
- 2003 — лауреат театральной премии «Чайка» в номинации «Двойной удар» — за работу в спектакле «Вий» (совместно с актёром Павлом Деревянко).
- 2006 — приз «Серебряный Хьюго» (Silver Hugo) в номинации «Лучшая актриса»[3] на Международном кинофестивале в Чикаго (совместно с актрисами Дарьей Мороз и Анной Уколовой) (фильм «Точка»).
- 2008 — лауреат молодёжной премии «Триумф»[18].
- 2013 — приз имени Натальи Гундаревой «За лучшую женскую роль» на 11-м Московском фестивале отечественного кино «Московская премьера» в рамках конкурса зрительских симпатий «Великолепная семёрка „МК“»[19] — за исполнение роли Марины Цветаевой в фильме «Зеркала».
- 2014 — номинация на премию «Ника» за лучшую женскую роль (фильм «Зеркала»).
- 2014 — приз Ассоциации продюсеров кино и телевидения в номинации «Лучшая актриса телевизионного фильма/сериала» (телесериал «Оттепель»).
- 2014 — номинация на премию ТЭФИ за лучшую женскую роль (телесериал «Оттепель»).
- 2015 — премия «Золотой орёл» за лучшую женскую роль на телевидении (телесериал «Оттепель»).
- 2015 — Премия Правительства Российской Федерации в области культуры — за создание телевизионного сериала «Оттепель»[20]
- 2016 — Премия журнала ОК! в номинации «Главный герой — кино»[21]
- 2017 — номинация на премию «Золотой орёл» за лучшую женскую роль в кино (фильм «Ученик»)
- 2019 — Заслуженный артист Российской Федерации[22]
- 2020 — финалист II конкурса «ТЭФИ-Летопись Победы» в номинации «Лучшая актриса телефильма/сериала», за роль в сериале «Зорге»[23].
- 2022 — премия зрительских симпатий «Звезда театрала» за лучшую женскую роль (Аркадина, спектакль «Костик», Театр им. Пушкина)[24]
- 2023 — премия «ТЭФИ-2023» в номинации «Актриса детективного сериала» (сериал «Заключение»)[25]
- 2024 — Премия «Фигаро»[26]
- 2024 — премия «Хрустальная Турандот» за лучшую женскую роль (Татьяна, спектакль «Космос», Театр им. Пушкина)[27]
- 2025 — премия «Золотой орёл» за лучшую женскую роль в телесериале («Я не могу без тебя»)[28]
- 2025 — Почётный деятель искусств города Москвы[29]